# Gregor I. Gika
Gregor I. Gika (romunsko Grigore I Ghica) je bil od septembra 1660 do decembra 1664 in od marca 1672 do novembra 1673 vlaški knez, * 1628, † 1675.
Njegov oče je bil moldavski in vlaški knez Jurij Gika. Poročen je bil z Marijo, hčerko Mateja Sturza. Z njo je imel sina
- Mateja Gika, očeta
  - Gregorja II. Gika in
  - Aleksandra Gika, očeta
    - Gregorja III. Gika in
    - Ekaterine Gika. Njen pravnuk je bil Gregor Aleksander Gika.

## Vir
- Ioan-Aurel Pop, Ioan Bolovan.  История Румынии, Весь мир, Moskva,  2005.

| Gregor I. Gika Dinastija GikaRojen: 1628 Umrl: 1675 |                       |                        |
| Vladarski nazivi                                    |                       |                        |
| Predhodnik: Jurij Gika                              | Vlaški knez 1660–1664 | Naslednik: Radu Leon   |
| Predhodnik: Anton Vodă din Popeşti                  | Vlaški knez 1672–1673 | Naslednik: Jurij Dukas |

1. ↑  Arbre_29_Branches
2. 1 2  http://www.ghika.net/Branches/Gheorghe.pdf